# Újfalu (Szőlőhegy község)
Újfalu (románul: Satu Nou) település Romániában, Moldvában, Bákó megyében.

## Fekvése
A Tatros mentén, Onyesttől nyugatra, Aknavásártól délkeletre, Szőlőhegy és Szitás közt fekvő település.

## Leírása
A 2002-es népszámlálás adatai szerint 1699 lakosából 1687 volt római katolikus, azaz csángó magyar; ez 99%. A falu lakossága teljesen magyar nyelvű, csak néhány román család és elrománosodott csángó nem beszél magyarul.